# 钝突鳞蛛
钝突鳞蛛（学名：[Ostearius muticus] 错误：{{Lang}}：文本有斜体标记（帮助））为皿蛛科鳞蛛属的动物。在中国大陆，分布于甘肃等地。该物种的模式产地在甘肃。